# TV-serie
En tv-serie, eller teveserie, består av en följd av avsnitt med dramatiskt innehåll, antingen i följetongsform eller med sinsemellan fristående innehåll, som sänds antingen veckovis eller dagsvis. Världens längsta tv-serie är den amerikanska såpoperan "Guiding Light" som var stilbildande i genren och först i etern med sina 57 år (2009) i tv-rutan. Egentligen är dess historia ännu längre än så eftersom den började som radioserie redan 1937. Den flyttade över till tv 1952 och det är det vi räknar här. Totalt gjordes 15 762 avsnitt.

## Produktionen
Produktion av tv-serier liknar till stor del filmproduktion, med smärre variationer. Eftersom det i regel är flera manusförfattare inblandade i skrivandet av tv-serier (medan långfilmer oftare har enskilda manusförfattare), används ofta en så kallad bibel för att behålla seriens ton och känsla under avsnitt som olika manusförfattare skrivit. I USA kallas den högste chefen över produktionen "executive producer" – i praktiken ofta en manusförfattare med ansvar för såväl skrivandet av manusen som kontakt med resten av produktionsteamet, via en "line producer".

## Slottar och prime time
Tv-kanalernas tablåer är baserade på olika långa standardlängder, så kallade slottar (från engelskans slot, springa, hål), beroende bland annat på hur mycket reklam kanalen sänder (om någon), och när särskilda standardprogram, till exempel nyhetsprogram, sänds. Sammanlagda utgör dessa slottar en tv-kanals tablå, som ofta visar upp en stor regelbundenhet.
Den mest kända slotten kallas prime time. Det är den tid på dygnet när flest människor statistiskt sett tittar på tv, och kanalerna oftast lägger de program som har höga tittarsiffror. I reklamfinansierade kanaler är reklamen som dyrast på prime time.
I Sverige finns bland annat följande standardslottar:
- SVT - reklamfri, men trailer för andra program
  - 5 minuter
  - 14 minuter
  - 28 minuter
  - 55 minuter
  - 2 timmar
- TV3, TV4, Kanal 5 med flera - reklamavbrott mellan och mitt i program enligt gällande regler
  - 25 minuter, cirka
  - 50 minuter, cirka
  - 1 timme, 20 minuter, cirka
  - 1 timme, 50 minuter, cirka

I USA finns det två olika system: ett som motsvarar TV4 och har ungefär lika mycket reklam, och ett annat (syndikering) som har betydligt mer reklam per timme och därför har mindre speltid. Det är också orsaken till att slutscenen/eftertexterna i många sitcoms inte innehåller något viktigt till berättelsen - den klipps bort vid syndikering.

## Format
På grund av slott-systemet har särskilda så kallade format uppstått:
- I de slottar som är lite mindre än en halvtimme finns framför allt sitcoms (samt tv-program som nyheter och många lekprogram)
- I de slottar som är ungefär en timme finns företrädesvis dramaserier, såpoperor och dramakomedier (samt tv-program såsom dokusåpor, pratshower och sportprogram)
- I de slottar som är omkring 90 minuter finns tv-filmer och längre kriminaldraman

Inom tv-branschen har termen format också fått en annan betydelse, nämligen en specificerad idé till hur ett nytt program skulle kunna se ut, såsom "ett nytt sitcomformat". Det syftar inte på en sitcom som varar 90 minuter, utan på de unika förutsättningar som utgör grunden till serien.

### Animerade tv-serier
En animerad tv-serie är oftast riktad till en yngre publik.

### Dramaserier
I många länder görs dramaserier som sträcker sig över flera säsonger. Till exempel Storbritannien (Kommissarie Morse, Doctor Who), Italien (Bläckfisken) eller framförallt USA, där längden på en serie i stort sett bara begränsas av de ständigt stigande gagerna huvudsakligen till skådespelarna. I Sverige görs inte många dramaserier med fler än en säsong, med några undantag. De längsta prime time-serierna i USA har gått i omkring 20 år, motsvarande över 600 avsnitt. Rederiet, den längsta prime time-serien i Sverige gick i totalt 318 avsnitt.
Av hävd delas dramaserier in i två grupper: de som har en eller två huvudperson(er) (MacGyver, Arkiv X), och ensemble-serier (Vita huset, Lagens änglar).
De flesta dramaserier skrivs av en stab av manusförfattare, en manusredaktion, under överinseende av en exekutiv producent. Regissören har en mindre framträdande roll än inom filmbranschen.

### Miniserier
En tv-serie med ett på förhand bestämt antal avsnitt kallas för miniserie. Sådana är ganska vanliga i Sverige (Järnvägshotellet, Handbok för handlösa), eftersom kostnaden att producera en sådan oftast är lägre än för en regelrätt tv-serie[källa behövs]. De är ofta uppbyggda som en följetong, har ofta ett planerat slut, och skrivs av en eller ett par manusförfattare.

### Singlar
Ett format som är nästan unikt för Sverige[källa behövs] och som gränsar till tv-serien är singeln, ofta i entimmeslängd, och alltid med en avslutad berättelse. Dödsklockan är typisk, eftersom den utgör en adaption av en novell av Kerstin Ekman.

### Situationskomedi
De stora namnen inom den här genren kommer från USA (Vänner, Seinfeld, Skål) och konkurrenten Storbritannien (Pang i bygget, The Office). Bland svenskproducerade serier märks Svensson, Svensson och C/o Segemyhr.

### Såpoperor
Såpoperan (efter den produkt som marknadsfördes mest i reklamavbrotten) är den mest följetongsliknande typen av tv-serie. Såpoperan är fortfarande mycket stor i USA. I Sydamerika lockar så kallade telenovelas stora tittarskaror. Genren, populariserades i Sverige under sent 1980-tal med bland annat Varuhuset (1987-1989), fick ett större uppsving under 1990-talet med serier som Rederiet, men konkurrerades under sent 1990-tal och början av 2000-talets första decennium alltmer ut av dokusåpan, med produktioner som Expedition Robinson och Farmen.

## Kända tv-serier
Guinness rekordbok listar M.A.S.H som den mest sedda tv-serien i USA, med 125 miljoner tittare på finalavsnittet. Vänner är en annan av de mest sedda och kända tv-serierna någonsin. Dock har många andra tv-serier konkurrerat som bl.a. Simpsons, Seinfeld, Dallas, The Dukes of Hazzard, Familjen Flinta och även Twin Peaks. Det finns ingen direkt förklaring över vilken som är mest känd.

## Typer av tv-serier
Det finns många olika sätt att dela in tv-serier. Några är baserade på vilken genre de tillhör. Några baseras på ett yrke. Andra är baserade på vilken målgrupp serien siktar på. Ytterligare andra klassificeras bara väldigt brett. Här är några av de typer som finns (observera att den här listan endast räknar upp olika tv-serier med manus, skådespelare och dramatiskt berättande):
- Actionserie (genre)
- Advokatserie (yrke)
- Barnprogram (målgrupp)
- Deckarserie (genre)
- Dramaserie (genre)
- Komediserie (genre)
- Miniserie (format)
- Polisserie (yrke)
- Science fictionserie (genre)
- Sitcom (format)
- Sjukhusserie (yrke)
- Sketchprogram (format)
- Skräckserie (genre)
- Såpopera (format)
- Thrillerserie (genre)
- Westernserie (yrke)
- Ungdomsserie (målgrupp)

## Priser
Tv-världen har flera olika typer av priser. I USA delas tre olika typer av Emmys ut: en för prime time-serier, en för serier som sänds dagtid (såpoperor, sport, nyheter och dokumentärer), och en internationell. Golden Globe är det näst mest prestigefyllda priset.
Det svenska tv-priset Kristallen instiftades 2005. Dessutom finns Aftonbladets TV-pris.